# Конхиолин

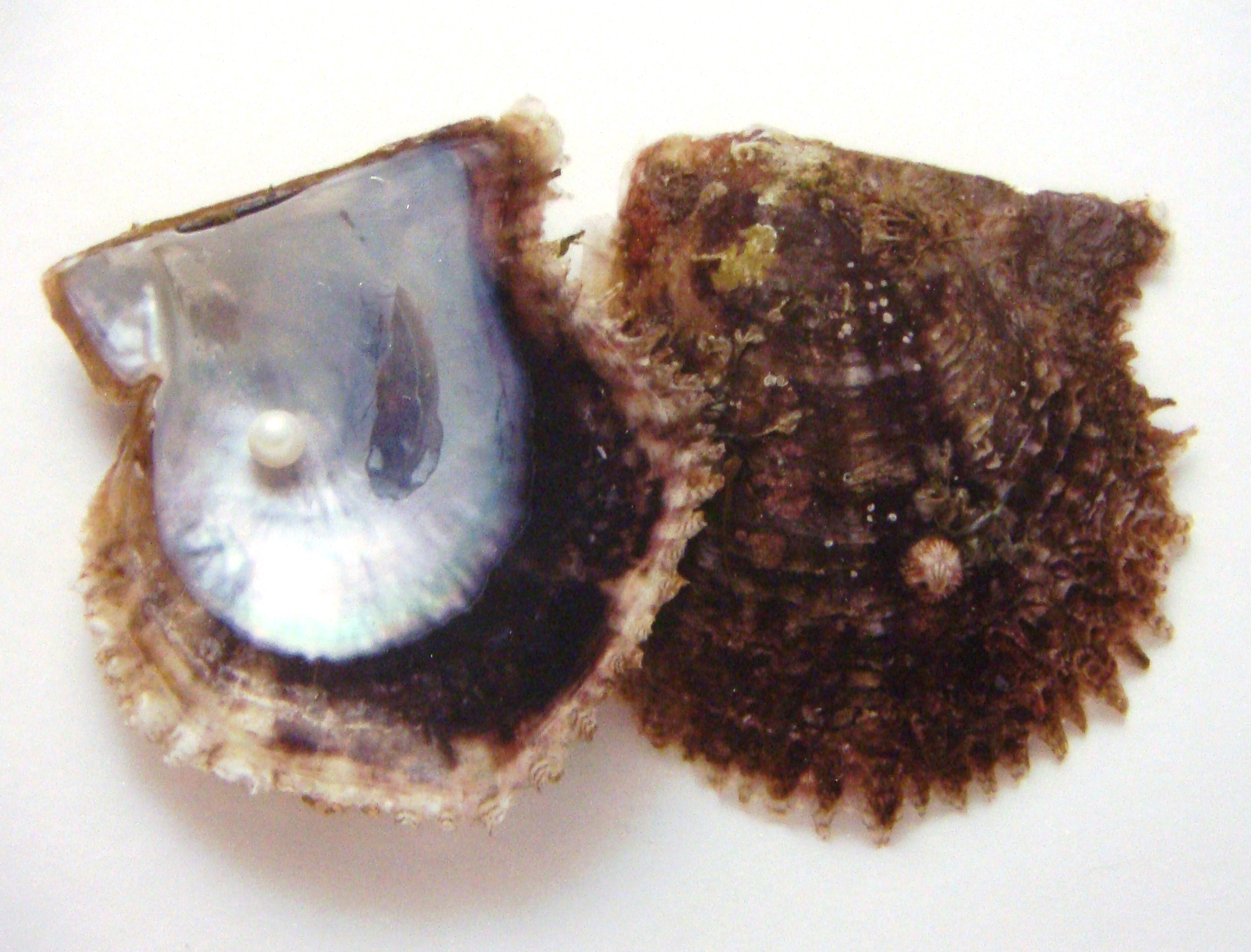
Моллюск с образовавшимся на одной из створок раковины жемчугом

Конхиолин (от лат. concha — раковина) — рогообразное органическое вещество белкового типа, образующее наружный слой раковины моллюсков и каркас жемчуга.
Белки конхиолина синтезируются в клетках эпителия и формируют т. н. матрикс, в «ячейках» которого, кроме полисахаридов, находятся микроскопические кристаллы арагонита.
Раковина моллюска состоит из трёх слоёв. Процесс образования этих слоёв происходит непрерывно и вместе с процессом роста самого моллюска. При росте мантии происходит образование слоя конхиолина достаточной толщины. Вторая зона клеток на внутренней поверхности конхиолинового слоя откладывает слой призматического карбоната кальция. Клетки третьей зоны мантии продуцируют перламутр. Клетки второй и третьей зоны выделяют небольшие количества конхиолина, который служит «цементирующим» материалом.